# إتش إم سي إس كارلوك

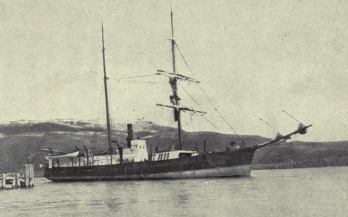
كارلوك وهى تغادر الميناء أثناء عملها كمركب لصيد الحيتان

إتش إم سي إس كارلوك (بالإنجليزية HMCS Karluk) هي مركب شراعية أمريكية الصنع استحوذت عليها الحكومة الكندية عام 1913 بعد سنوات عديدة من الخدمة كمركب لصيد الحيتان، لتكون سفينة القيادة في البعثة العلمية التي أبحرت إلى القطب الشمالي الكندي. وبينما كانت كارلوك في طريقها إلى نقطة التقاء البعثة في جزيرة هرشل، حُوصرت كارلوك في الجليد الغطائي للقطب الشمالي. وجنحت لعدة أشهر في غياهب بحار القطب الشمالي؛ قبل أن تتحطم وتغرق في شهر يناير 1914. وقد لقى أحد عشر شخصًا حتفه من بين 25 شخصًا كانوا على متن كارلوك (طاقم السفينة وأفراد البعثة)، إما أثناء محاولاتهم الوصول إلى اليابسة في مسيرتهم على الجليد، أو بعد وصولهم إلى الملجأ المؤقت في جزيرة رانجل.

## تاريخ السفينة

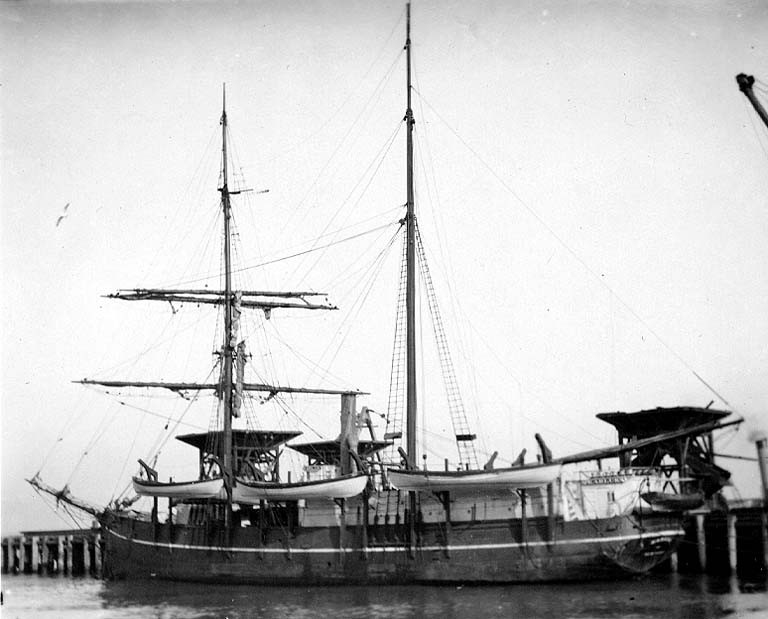
صيد الحيتان في ألاسكا، سفينة صيد الحيتان البخارية كارلوك، 1913 الموضوعات (LCSH): سفن صيد الحيتان - ألاسكا؛ كارلوك (سفينة بخارية)

تم بناء كارلوك في عام 1884، في ورشة بناء السفن لماثيو تيرنر، في مدينة بنيسيا، كاليفورنيا، كسفينة ممونة لصناعة صيد الأسماك في جزر ألوتيان، تعني كارلوك السمك باللغة الأليوتية. وكان ارتفاع السفينة يبلغ 129 قدم (39 م) وطولها 23 قدم (7.0 م)، وحمولتها الإجمالية بالطن 321، وصافي الحمولة 247 مدعومة بالشراع ومركب يعمل بالفحم بقوة 150 حصان. في عام 1892 تحولت كارلوك إلى مركب لصيد الحيتان، عندما تم تغليف الصواري وجوانب السفينة بالخشب الحديدي الأسترالي 2-بوصة (51 مـم). وقد أكملت كارلوك 14 رحلة لصيد الحيتان، وكان آخرها في عام 1911.
قام قائد البعثة فيلهلمور ستيفانسون بشراء كارلوك في عام 1913 مقابل 10 آلاف دولار بهدف استخدامها في بعثة القطب الشمالي الكندي، [7] ثم باعها بسعر التكلفة للحكومة الكندية عندما تولت المسؤولية الكاملة عن الرحلة الاستكشافية[8]. بيد أن روبرت بارتليت، الذي عُين قبطان السفينة، كان لديه بعض التحفظات حول مدى تحمل السفينة لهذه المهمة، وكان لديه يقين بأن كارلوك لم تُبنى لتتحمل ضغطًا جليديًا مستدامًا، وأن محركها ليس بالقوة الكافية لشق طريقها عبر الجليد.[9] حتى بعد إعادة ترميمها؛ كان المحرك يتعطل بشكل متكرر. وقد وصف جون مونرو كبير مهندسي كارلوك ذلك بقوله «أنه أشبه بوعاء قهوة في شكل محرك... لم يسبق له أن استمر في العمل لأكثر من يومين في كل مرة». [10]

## اسم السفينة

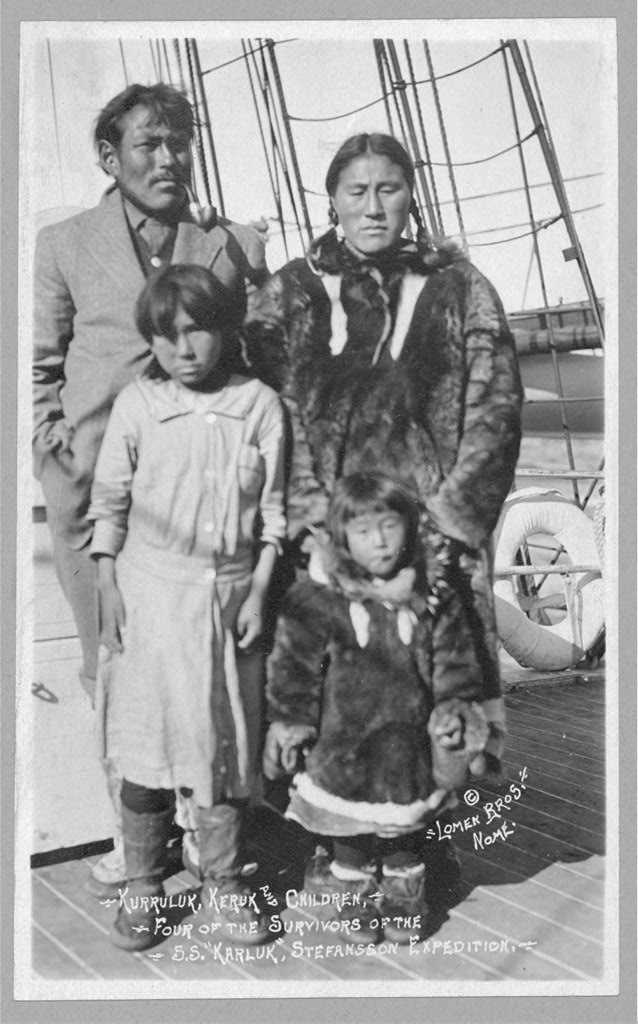
كيرلوك وكريوك وطفليهما، وهم أربعة من الناجين من رحلة كارلوك لاستكشاف القطب الشمالي الكندي

أُطلق على السفينة العديد من التسميات بعد أن استحوذت عليها الحكومة الكندية، منها «إتش إم سي إس» اختصاراً لسفينة صاحبة الجلالة الكندية، [11] «دي جي إس» سفينة تحت سيادة الحكومة،[12]  و«سي جي إس» سفينة الحكومة الكندية. [13] بيد أنه ليس من الواضح ما إذا كانت تسمية إتش إم سي إس رسمية أم غير رسمية. وعادةً ما يُستخدم اختصار «إتش إم سي إس» إشارةً لسفن البحرية الملكية الكندية. وعلى الرغم من أن كارلوك أبحرت تحت قيادة قبطان لا ينتمي للبحرية ومع طاقم غير بحري، إلا أنه تم رفع الراية الكندية الزرقاء، رمز البحرية الملكية الكندية. [14]

## الرحلة البحرية الأخيرة
أبحرت كارلوك من نومي، ألاسكا في 13 يوليو 1913، متوجهة إلى جزيرة هرشل حيث كانت ستلتقي مع السفن الأخرى للبعثة. في 13 أغسطس، أصبحت كارلوك محاصرة في الجليد وهي لا تزال على بعد أكثر من 200 ميل (320 كم) من وجهتها، ثم بدأت في الانجراف ببطء في اتجاه الغرب بعيداً عن جزيرة هرشل. [15] في 19 سبتمبر، غادر ستيفانسون السفينة بصبحة أفراد من طاقم البعثة في رحلة صيد كان من المزمع أن تستغرق عشرة أيام. [16] وأثناء غيابهم؛ بدأ الجليد الذي حمل معه كارلوك في الانجراف بسرعة أكبر نحو الغرب. الأمر الي حال دون عودة ستيفانسون ومن معه إلى السفينة. وهكذا شقوا طريقهم برا إلى سميث كيب، بالقرب من بوينت بارو. [17] في الوقت الذي واصلت فيه كارلوك الانجراف، في ظل الخطر المتزايد من ضغط الجليد. في 10 يناير 1914 تضررت السفينة بشدة وحدث بها ثقب. واندفع الماء بشكل مطرد لتغرق السفينة في اليوم التالي. [18] وقد انتقل 25 شخص الذين كانوا على متنها – من أفراد الطاقم، والبعثة، والصيادين الإنويت- إلى الجليد. بعد قضاء عدة أسابيع في مخيم جليدي مؤقت استأنفوا السير للوصول إلى أقرب أرض مأهولة؛ وهي جزيرة رانجل. وقد تم إرسال مجموعة استطلاعية قوامها أربعة أشخاص إلا أنهم ضلوا الطريق وعُثر على رفاتهم في جزيرة هيرالد بعد عدة سنوات. [19] [20] كما انفصلت مجموعة أخرى مكّونة من أربعة أشخاص، منهم المستكشف البريطاني جيمس موراي، عن الحملة وحاولوا الوصول إلى الأرض بشكل مستقل. ولكن لم يستدل على أثر لهم مرة أخرى. [21] [22] كما توفي ثلاثة أشخاص من بين الـ17 شخص الذين وصلوا إلى الجزيرة، قبل أن يتم إنقاذ الباقي في سبتمبر 1914. [23]